# Сортино
Сортино (итал. Sortino) — коммуна в Италии, располагается в регионе Сицилия, подчиняется административному центру Сиракуза.
Занимает площадь 93,19 км².
Покровительницей коммуны почитается святая София Сицилийская. Праздник ежегодно празднуется 9 сентября. В первые выходные октября в городе проходит праздник мёда.

## История
Древняя Сортина была построена на еще более древнем городе Xuthia, известном среди норманнов как Panterga, и разрушена во время землетрясения 1693 года. Современный город расположен на вершине холма, от прежнего сохранились подвалы крепости и развалины зданий.

## Население
| 2004 | 2012 | 2013 | 2014 | 2015 | 2016 | 2017 |
| ---- | ---- | ---- | ---- | ---- | ---- | ---- |
| 9023 | 8894 | 8837 | 8808 | 8765 | 8690 | 8657 |